# BBC Kids
BBC Kids fue un canal de televisión canadiense cuya emisión es en inglés y el contenido va dirigido hacia el público infantil (desde preescolar) al adolescente. De acuerdo con las normativas audiovisuales de Canadá está dentro de la Categoría B. Cesó sus transmisiones el 31 de diciembre de 2018.

## Historia
En noviembre de 2000 la organización de telecomunicaciones Alliance Atlantis obtuvo la aprobación de CRCT para emitir la cadena a nivel nacional para aquellos que desearan un programa público de calidad para sus hijos de entre 2 y 17 años. El 65% de la programación va dirigida hacía los niños de entre 2 y 11 años mientras que el 35% restante para jóvenes de entre 12 a 17.
El 5 de noviembre de 2001 empezó sus primeras emisiones.
La programación principal de la cadena son en su mayoría de origen británico (producciones de la BBC y sus grupos afiliados), no obstante la normativa de la Radio Televisión Canadiense obligaba a emitir también producciones nacionales.
El 18 de enero de 2008 Canwest Productions y Goldman Sachs adquirieron las acciones de BBC Kids.
El 27 de octubre de 2010 la cadena volvió a estar a la venta y Shaw Communications se hizo con el control de la televisión.
El 22 de diciembre de 2010, Shaw Media pretendía vender BBC Kids a una tercera empresa. El 17 de enero de 2011 el Gobierno de Columbia Británica junto con Knowledge's Network Corporation anunciaron la finalización de la adquisición de la cadena, mientras BBC Worldwide mostraba interés en recuperar el servicio. El acuerdo contractual incluía que BBC Kids pasara a ser una cadena comercial y reubicar la sede de Toronto a Burnaby, Columbia Británica donde estaba la sede de la KNC. La transacción requería del visto bueno de la CRTC.
El 2 de octubre de 2018, el BBC y Knowledge Network anunció que el canal fue a cesar sus transmisiones el 31 de diciembre de 2018, la razón para el cese no estaba declarado en el anuncio. El presidente y director ejecutivo de Knowledge Network, Rudy Buttignol, declaró en una entrevista posterior que "la decisión se debe a un entorno regulatorio desafiante que enfrentan canales independientes, y que el canal tuvo éxito en su objetivo principal de obtener ingresos adicionales para Knowledge Network, que entre otros beneficios para la red ayudó a financiar una versión HD de ese canal. Knowledge Network planea seguir trabajando con la BBC en futuros acuerdos de contenido, y el bloque infantil del canal Knowledge Kids continuará transmitiendo programas originalmente comisionados para BBC Kids.